# Gelber Sonnenhut (Echinacea)
Der Gelbe Sonnenhut (Echinacea paradoxa), auch Seltsamer Scheinsonnenhut, Gelber Scheinsonnenhut und Gelber Igelkopf genannt, ist eine Pflanzenart aus der Gattung der Sonnenhüte (Echinacea) in der Familie der Korbblütler (Asteraceae). Die Pflanze ist in zentralen Teilen der USA von Missouri bis Texas beheimatet und besiedelt dort trockene Präriestandorte, sonnige Waldlichtungen und Kalksteinhügel. Die winterharte Staude wird selten als Zierpflanze verwendet.

## Beschreibung

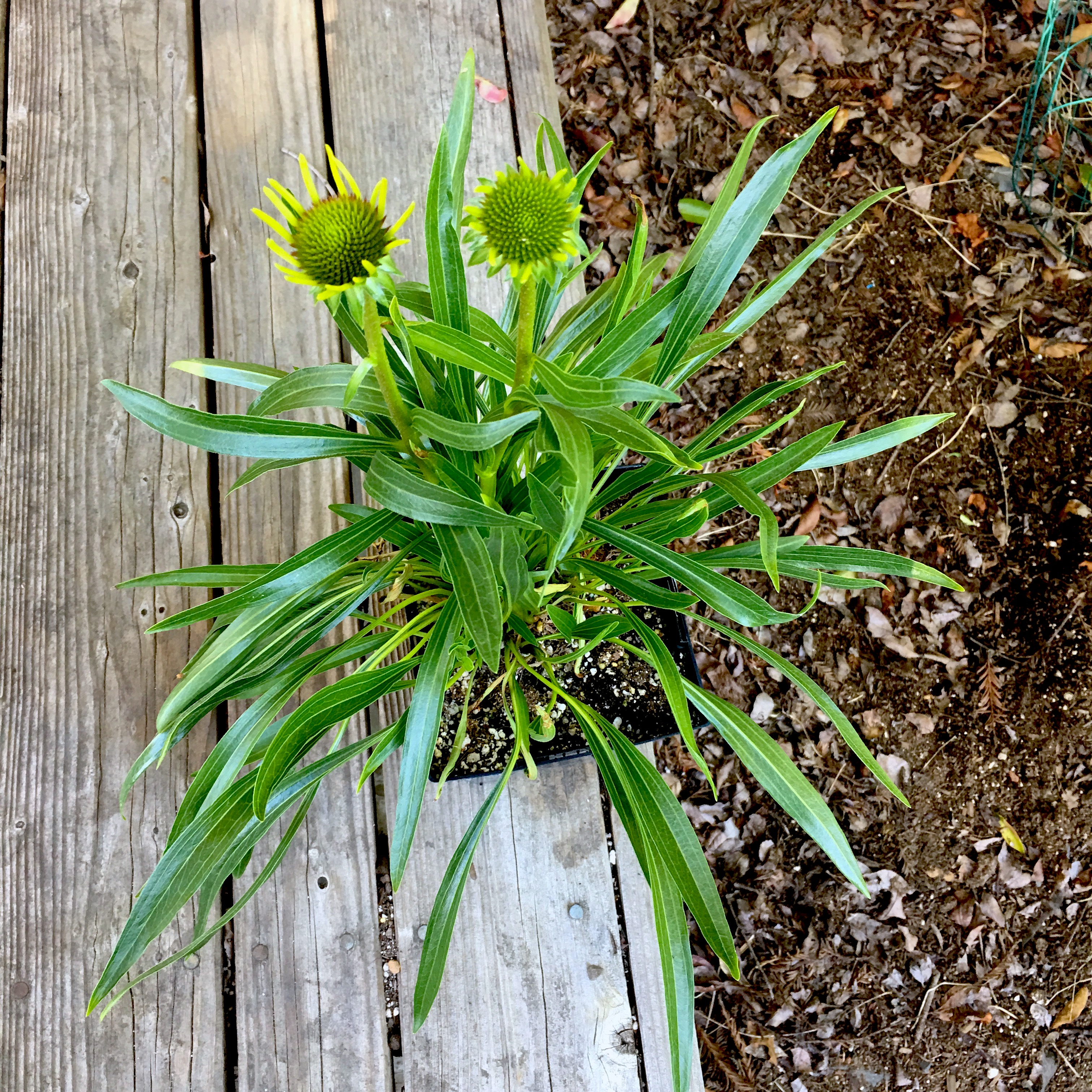
Habitus des Gelben Sonnenhuts

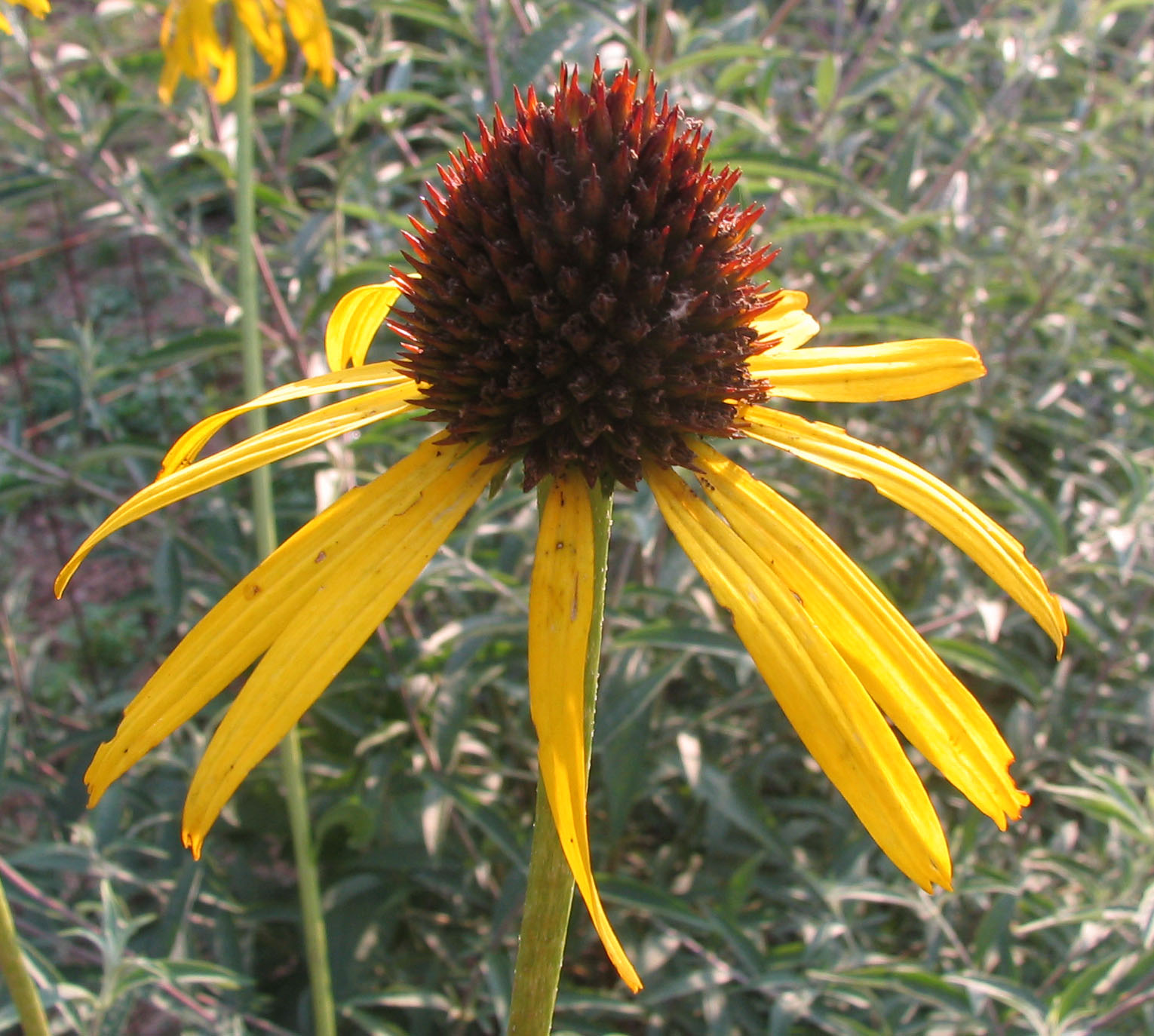
Einzelblüte

### Vegetative Merkmale
Der Gelbe Sonnenhut ist eine sommergrüne ausdauernde Pflanze, die Wuchshöhen von 50 bis 90 Zentimeter erreicht. Sie besitzt eine Pfahlwurzel. Die meist grundständigen, einfachen Laubblätter sind schmal-lanzettlich bis verkehrt-eilanzettlich, ganzrandig, oft fein bewimpert und werden etwa 20 bis 25 Zentimeter lang. Die 3 bis 5 primären Adern der spitzen bis rundspitzigen, schmalen sowie meist kahlen Spreiten verlaufen parallel vorwärts. Die unteren und mittleren Blätter haben dünne, lange Blattstiele, während die oberen Blätter sitzend bis stängelumfassend sind.

### Generative Merkmale
Die köpfchenförmigen Blütenstände mit kleinem, mehrreihigem Hüllkelch stehen einzeln und endständig auf relativ langen, unverzweigten Stielen. Die 10 bis 30 sterilen und neutralen Zungenblüten sind bis 7 Zentimeter lang, gelb oder weiß-rosa und die langen, schmalen, verkehrt-eilanzettlichen, zurückgelegten Zungen hängen im lockeren Abstand mehr oder weniger vom Blütenkorb herab. Die Blütenstandsböden sind kugel- bis kegelförmig mit 2 bis 3,5 Zentimeter Durchmesser. Sie sind mit rötlich-braunen Spreublättern besetzt, die die vielen gelblichen bis rötlichen, zwittrigen und fertilen Röhrenblüten einseitig stachelig überragen. Blütezeit ist von Ende Juni bis September, meist ein Monat lang. Anschließend bilden sich 4 bis 5 Millimeter lange, kahle, bräunliche sowie kantige Achänen mit einem kleinen bis minimalen Krönchen, die sich bis ihn den Winter halten.

## Ökologie
Die Blüten des Gelben Sonnenhuts sind für viele Insekten attraktiv. Am Naturstandort besuchen insbesondere langrüsselige Bienen und verschiedene Schmetterlinge wie Dickkopffalter die Blüten. Die Raupen einiger Spannerarten und verschiedene Heuschreckenarten ernähren sich von den Blüten und Blättern. Im Frühherbst dienen die Samen des Gelben Sonnenhutes und der anderen Echinacea-Arten Goldzeisigen und weiteren Stieglitzarten als Nahrung.

## Vorkommen
Der Gelbe Sonnenhut kommt hauptsächlich auf Waldlichtungen und Kurzgrasprärien in den Ozark-Regionen von Missouri und Arkansas in den zentralen USA vor. Eine blass purpurfarbene Variante wächst in Oklahoma und Texas. Die Pflanze besiedelt trockene, sonnige, eher magere Standorte auf kiesig-lehmigen Böden und tritt nur in wenigen Gebieten gehäuft auf. In Arkansas steht sie auf der Liste der bedrohten Arten. In manchen Gebieten bildet die Art Hybride mit Echinacea atrorubens und Echinacea pallida.

## Verwendung
Der Gelbe Sonnenhut eignet sich als Zierpflanze mit Wildstaudencharakter für Kiesgärten, Präriegärten und Gehölzränder in sonnigen bis halbschattigen Lagen. Die Pflanze verträgt mehr Trockenheit und Schatten als der im Handel viel häufiger angebotene Purpur-Sonnenhut. Ein warmer Standort mit tiefgründigem, durchlässigen Boden ist aber in jedem Fall erforderlich. Kalk- und basenreiche Böden sind günstiger als saure Böden. Der Gelbe Sonnenhut kann im Staudenbeet farblich gut mit anderen nordamerikanischen Wildstauden wie Rudbeckien, Bartfaden, Anis-Duftnesseln und Mädchenaugen kombiniert werden und harmoniert wegen der ähnliche Blütenform selbst mit dem rosafarbenen Prärie-Igelkopf. Die Pflanze ist in Mitteleuropa winterhart bis −29 °C (Zone 5).

## Systematik
Der Gelbe Sonnenhut wurde 1902 von John Bitting Smith Norton beschrieben und unter dem Namen Brauneria paradoxa gültig veröffentlicht, dann 1913 von Nathaniel Lord Britton als Echinacea paradoxa in die heute gültige Systematik eingeordnet. Echinacea paradoxa ist die einzige Art in der Gattung Echinacea, die gelbe Blüten anstelle der üblichen purpur- bis rosafarbenen Blüten hat, worauf der Artname paradoxa hinweist. Der Gattungsname Echinacea ist vom altgriechischen Wort ἐχῖνος echínos [eˈkʰiːnos] für Seeigel (Echinoidea) abgeleitet und bezieht sich auf den stacheligen Spreublätter innerhalb des Blütenkorbs. Der deutsche Gattungsname Scheinsonnenhut entstand in Abgrenzung zu den länger bekannten Rudbeckien, die eine ähnliche Blütenform besitzen und im Deutschen Sonnenhut heißen.
Von Echinacea paradoxa (Norton) Britton (Syn.: Echinacea atrorubens var. paradoxa (Norton) Cronq.) sind zwei Varietäten bekannt:
- Echinacea paradoxa var. neglecta McGregor (Syn.: Echinacea atrorubens (Nutt.) Nutt. var. neglecta (McGregor) Binns et al., englisch: Bush's purple coneflower): Sie kommt in den US-Bundesstaaten Oklahoma und Texas vor und besitzt blass purpurrote oder rosa bis weißliche[15] Strahlenblüten ähnlich wie der Prärie-Igelkopf.
- Echinacea paradoxa var. paradoxa (englisch: Ozark coneflower): Sie kommt in den US-Bundesstaaten Missouri und Arkansas vor. Mit meist gelben Blüten, seltener weiß bis orange.[15]